# Bento Transportes
A Bento Transportes é uma empresa de transporte público com sede na cidade gaúcha de Bento Gonçalves, que atua no setor de fretamento, transporte rodoviário e intermunicipal regular e no transporte coletivo urbano de sua cidade-sede.

## História
A empresa foi fundada em 1947 pelos irmãos Orestes e Isidoro Toniolo, sendo seu primeiro veículo um pequeno automóvel Ford. A primeira linha operada pela Bento foi a Bento Gonçalves — Porto Alegre. Somente em 1948, a empresa adquiriu seu primeiro ônibus, também da marca Ford.
No decorrer dos anos, a Bento foi incorporando novas linhas, conseguidas através da compra de pequenas empresas da região e das licitações realizadas pelo governo estadual. Em 1984, a empresa assumiu o transporte coletivo de Bento Gonçalves, onde atua até hoje juntamente com uma outra empresa local, a Santo Antônio; no ano de 1992, a Bento passou a atender à região do Vale do Taquari (região de Guaporé e Lajeado), e assumiu o transporte coletivo da cidade de Farroupilha em 2002 (onde opera com o nome de Cidade de Farroupilha).

## A empresa hoje
Hoje, a Bento possui uma frota de 120 ônibus (todos com mecânica Mercedes-Benz, com exceção dos micros, que apresentam chassi Agrale) e um quadro funcional de 300 colaboradores, transportando uma média de 700.000 passageiros mensalmente. Suas linhas conectam Bento Gonçalves e região com Porto Alegre e o Vale do Taquari, além de linhas urbanas em Bento Gonçalves e Farroupilha, totalizando 64 municípios atendidos pela empresa.